# Alba de Tormes
Alba de Tormes este un oraș din Castilia și León, Spania.

## Personalități născute aici
- Eleonora de Toledo (1522 - 1562), ducesă, prima soție a lui Cosimo I de' Medici.